# Landesumweltamt
Landesumweltamt ist eine allgemeine Bezeichnung für die Landesoberbehörde im Umweltschutz, die dem jeweiligen Umweltministerium eines Bundeslandes untersteht und dieses als zentrale Fachbehörde in wichtigen Umweltfragen berät. Ein Landesumweltamt führt u. a. eigene Messungen und Untersuchungen durch, der Name der Behörde ist trotz zumeist ähnlicher Aufgaben in den einzelnen Bundesländern aus politisch-rechtlich-administrativen Gründen jedoch unterschiedlich.